# سیمکان (بوانات)
سیمکان، روستایی از توابع بخش مرکزی شهرستان بوانات در استان فارس ایران است.

## جمعیت
این روستا در دهستان سیمکان قرار دارد و براساس سرشماری مرکز آمار ایران در سال ۱۳۸۵، جمعیت آن ۴۱۰ نفر (۱۱۴خانوار) بوده‌است.

## اقتصاد
شغل اکثر مردم این روستا کشاورزی و باغداری است. تعدادی هم به دام‌پروری مشغولند. افراد اندکی نیز در مناصب اداری و آموزشی فعالیت می‌کنند.
از محصولات باغات این منطقه می‌توان به گردو، بادام، انگور، آلو، به، زرد آلو، هلو، سیب و … اشاره کرد.